# Hanna Tupikina
Hanna Alaksandrauna Tupikina (biał. Ганна Аляксандраўна Тупікіна, ur. 19 lipca 1992 w Brześciu) – białoruska siatkarka, grająca na pozycji środkowej, reprezentantka kraju.
W latach 2010, 2016 i 2017 wywalczyła mistrzostwo Białorusi w barwach Minczanki Mińsk, a także dwa Pucharu Białorusi (2016, 2017). W latach 2017–2019 była zawodniczką słoweńskiej drużyny OK Formis. Następnie przeniosła się do Izraela, gdzie w latach 2019-2022 reprezentowała klub Maccabi Hadera. Przed sezonem 2022/2023 dołączyła do drużyny Maccabi Ashdod, z którą wywalczyła Puchar Izraela.
Wraz z reprezentacją Białorusi zajęła siódme miejsce w rozgrywkach Ligi Europejskiej 2021.

## Sukcesy klubowe
Mistrzostwa Białorusi:
- 2010, 2016, 2017[10]

Puchar Białorusi:
- 2016, 2017[10]

Puchar Izraela:
- 2023